# Rạch Giástadion
Het Rạch Giástadion (Vietnamees: Sân vận động Rạch Giá) is een multifunctioneel stadion in Rạch Giá, een stad in Vietnam. 
Het stadion wordt vooral gebruikt voor voetbalwedstrijden, de voetbalclub Kiên Giang F.C. maakt gebruik van dit stadion. In het stadion is plaats voor 6.000 toeschouwers. 